# Halmajugra
Halmajugra község Heves vármegyében, a Gyöngyösi járásban.

## Fekvése
Gyöngyöstől 10 kilométerre keletre fekszik, keletről a Bene-patak, északról a Borhy-völgyi-patak határolja. Településrészei Gyöngyöshalmaj és a tőle keletre fekvő, kisebb Hevesugra.
A közvetlenül határos települések: észak felől Markaz, kelet felől Detk, dél felől Ludas, délnyugat felől Karácsond, nyugat felől pedig Visonta.

### Megközelítése
Főutcája a 24 146-os számú mellékút, ezen érhető el a 3-as főút felől (melytől Gyöngyöshalmaj mintegy 1,5, Hevesugra 4 kilométerre fekszik) és Detk irányából is. Határszélét nyugaton érinti még a 24 145-ös út is.

## Története
Halmajugra település 1950-ben jött létre Gyöngyöshalmaj és Hevesugra egyesítéséből. Mindkét település a történelem során többször elnéptelenedett.

### Gyöngyöshalmaj
Gyöngyöshalmaj nevét az 1332–1337. évi pápai tizedjegyzékben Holme néven említették, plébániája a patai kerületbe tartozott.
1466-ban több más helységgel együtt a Besenyei család birtokában találjuk. Az 1552, és az 1554 évi adóösszeírásban az elpusztult helységek között szerepelt. Később ismét benépesült, az 1589–1590. évi összeírásban már azok között a helységek között említették, amelyek az egri vár fenntartására szolgáltatták be a főpapi tizedet. 1635-ben 1 portája volt, és nemes községként szerepelt még az 1647. és az 1675. évi összeírásokban is.
1693-ban Balogh Mihály és Bartha György, 1741-ben pedig Almássy János birtoka volt. A 19. század első felében pedig Szepesy János, Darvas, Goszthony, Ondrekovics, Czövek, Almássy, Pauker és a Majzik családok voltak birtokosai.
1910-ben 703 lakosából 702 magyar volt, melyből 1721 római katolikus, 18 izraelita volt.
Római katolikus temploma 1900-ban épült.

### Hevesugra
Hevesugra az Aba nemzetség ősi birtoka volt, amely a nemzetség ugrai ágának jutott.
Az ugrai ág első ismert sarja az 1325-ben élt Miklós fia Csele, ennek fia Balázs (1343–1351), ezé pedig az 1375 ben említett  Miklós volt, akik mind e néven fordulnak elő. Miklós fiai László, Tamás és Bertalan (1425), kiket  szintén Ugraiaknak neveztetek. E család kihaltával birtokaikat Ugrán 1738-ban a Nánai Kompolthiak nyerték adományul.
Ugra plébániáját már az 1332–1337 évi pápai tizedjegyzék is említette.
A 16. század elején Nánai Kompolthi János, Zsigmond és Ferencz, valamint az Országh család között létrejött örökösödési szerződés szerint a Kompolthiak kihaltával az Országh család birtokába került.
Az 1554. évi adóösszeírás szerint 4 portája volt, ekkor Országh Kristóf birtoka volt.  1567-nen, Országh Kristóf halála után a nőági örökösök között hosszú per vette kezdetét az Országh birtokok miatt. Országh Kristóf nővére Borbála, férjezett Török Ferenczné 1569-ben  eszközölt ki királyi adománylevelet Oroszlánkő várának tartozékaira, közötte Ugrára is, minek következtében Ugra Török Ferenc gyermekeinek birtokába került.
Az 1635 évi összeírásban fél, 1647-ben 1/4, 1675-ben 1/4 és 1686-ban szintén 1/4 portával volt felvéve.
1693-ban mint puszta, báró Haller Samu birtoka volt, 1741-ben pedig a Nyáry családé volt.
A 19. század elején a gróf Draskovich, gróf Esterházy és Gosztony családok, báró Orczy Lőrincz és Ullmann László voltak birtokosai. Később a Jeszenszky család szerzett itt birtokokat, majd Beökönyi Viktor lett a legnagyobb birtokosa.
1910-ben 571 magyar lakosából 570 római katolikus volt.
Római katolikus temploma 1720 körül épült.

## Közélete

### Polgármesterei
- 1990–1994: Godó Ferencné (független)[3]
- 1994–1998: Godó Ferencné (független)[4]
- 1998–2002: Godó Ferencné (független)[5]
- 2002–2006: Somodi Tiborné (független)[6]
- 2006–2010: Somodi Tiborné (független)[7]
- 2010–2014: Somodi Tiborné (független)[8]
- 2014–2019: Somodi Tiborné (független)[9]
- 2019–2024: Dr. Lakatos Rozália (független)[10]
- 2024– : Dr. Lakatos Rozália (független)[1]

## Népesség
A település népességének változása:
| Lakosok száma | 1265 | 1250 | 1287 | 1272 | 1183 | 1304 | 1291 |
|               | 2013 | 2014 | 2015 | 2021 | 2022 | 2023 | 2024 |

2001-ben a település lakosságának 65%-a magyar, 35%-a cigány nemzetiségűnek vallotta magát.
A 2011-es népszámlálás során a lakosok 86,4%-a magyarnak, 35,7% cigánynak mondta magát (13,5% nem nyilatkozott; a kettős identitások miatt a végösszeg nagyobb lehet 100%-nál). A vallási megoszlás a következő volt: római katolikus 43,2%, református 1,1%, görögkatolikus 0,4%, felekezeten kívüli 30,5% (21,4% nem nyilatkozott).
2022-ben a lakosság 90,2%-a vallotta magát magyarnak, 3,8% cigánynak, 0,2% bolgárnak, 0,1-0,1% románnak és ukránnak, 0,4% egyéb, nem hazai nemzetiségűnek (9,7% nem nyilatkozott; a kettős identitások miatt a végösszeg nagyobb lehet 100%-nál). Vallásuk szerint 7,5% volt római katolikus, 1,1% református, 0,2% evangélikus, 0,1% görög katolikus, 1,7% egyéb keresztény, 1,1% egyéb katolikus, 24,3% felekezeten kívüli (63,8% nem válaszolt).

## Nevezetességei
- Ugrai . Szent Imre tiszteletére felszentelt gótikus római katolikus templom. A templom belsőt és a tornyát a 18. század közepén építették át. Műemlék.
- Halmaji Szent Katalin tiszteletére felszentelt római katolikus templom.
- Nevével ellentétben a Detki Kekszgyár Hevesugrán, a Kossuth Lajos utcában üzemel.